# Craddock (Virginia Occidental)
Craddock es un área no incorporada ubicada dentro del Distrito Tercero, una división civil menor del condado de Upshur (Virginia Occidental), Estados Unidos. Está catalogada como un asentamiento humano por la Junta de Nombres Geográficos de los Estados Unidos.

## Identificador
El número de identificación asignado por el Sistema de Información de Nombres Geográficos es 1554212.

## Geografía
Se encuentra a una altitud de 626 metros sobre el nivel del mar (2054 pies) según el conjunto de datos de elevación nacional.